# Bosc-Renoult-en-Roumois
Bosc-Renoult-en-Roumois är en kommun i departementet Eure i regionen Normandie i norra Frankrike. Kommunen ligger i kantonen Bourgtheroulde-Infreville som tillhör arrondissementet Bernay. År 2018 hade Bosc-Renoult-en-Roumois 402 invånare.

## Befolkningsutveckling
Antalet invånare i kommunen Bosc-Renoult-en-Roumois
Referens:INSEE